# Tectus magnificus
Tectus magnificus is een slakkensoort uit de familie van de Tegulidae. De wetenschappelijke naam van de soort is voor het eerst geldig gepubliceerd in 2004 door Poppe.